# Roccagorga
Roccagorga è un comune italiano di 4122 abitanti della provincia di Latina nel Lazio.

## Geografia fisica

### Territorio
Il territorio è prevalentemente collinare e montuoso. La natura del suolo è di tipo calcareo. Tale natura determina l'assenza di corsi d'acqua significativi e permanenti. I "fossi" presenti sul territorio hanno carattere torrentizio e la loro portata è direttamente proporzionale alla quantità di precipitazioni cadute nel periodo immediatamente precedente a quello di osservazione.
Tra le cime che si elevano, ci sono il Monte Castellone, Monte Pizzone e il Monte la Vorga.
La coltura agricola predominante nel territorio comunale è quella dell'ulivo, favorita dal clima mediterraneo, dal suolo calcareo e dall'esposizione prevalentemente meridionale dei pendii.

### Clima
Classificazione climatica: zona D, 1602 GR/G. Il clima è di tipo mediterraneo. È caratterizzato da estati calde e secche e da inverni miti e piovosi.

## Storia
Roccagorga è situata sullo sperone del Monte Nero, una collina dei Monti Lepini meridionali, ed ha un'altitudine di 289 m sul livello del mare.
Le sue origini risalgono al 796 d.C., in seguito della distruzione di Privernum, ma il suo sviluppo sullo sperone del Monte Gorga risale alla fine del Medioevo, intorno al primitivo Castello. Il nome del paese deriva dalla matrona Gorga che nell'VIII secolo, secondo la tradizione, si insediò insieme ai profughi privernati sul Monte Nero.
È del XIII secolo il toponimo “Roccam Dompneburge et Aspranam” legato al feudo dei Conti di Ceccano, che aveva altri feudi nella zona. Nel punto più alto, di una rocca in posizione comunque strategica, fu costruita una robusta torre quadrangolare, che poteva comunicare mediante segnalazioni con le torri di Maenza, di Asprano e di monte Acuto. Successivamente fu ceduto ai Caetani (XV secolo), che lo vendettero ai Ginetti, per poi essere ceduta nel 1722 agli Orsini di Gravina ultimi feudatari.

### Eccidio di Roccagorga
Da ricordare che quando si manifestò la protesta popolare nel paese, Giolitti usò il pugno di ferro, causando una strage il 6 gennaio 1913 con sette manifestanti uccisi dalle forze dell'ordine perché protestavano contro l'amministrazione comunale per la vessatoria applicazione delle tasse comunali con criteri discrezionali, la mancanza assoluta di un acquedotto comunale, di una rete fognaria e della raccolta dei rifiuti urbani. Situazione questa comune a tutta la moltitudine di comuni sparsi lontani dai grandi centri urbani, soprattutto nel sud. Sull'Avanti!, il direttore Benito Mussolini, pubblicò un articolo dal titolo “assassinio di stato” in cui difendeva le buone ragioni dei cittadini di Roccagorga risultando così imputato di vilipendio a mezzo stampa.

### Disastro aereo 10 novembre 1936
Da ricordare il 10 novembre 1936 cadde in via Cristoforo Colombo un aereo militare modello S.81. In quell'occasione ci furono 16 morti e 50 feriti. Ogni anno viene commemorata la sciagura aerea.

## Monumenti e luoghi d'interesse

### Architetture religiose
- Eremo di Sant'Erasmo
- Chiesa dei Santi Leonardo ed Erasmo
- Chiesa di Sant'Antonio
- Chiesa della Madonna dell'Annunziata
- Chiesa di San Giuseppe
- Chiesa di Santa Lucia
- Chiesa di Sant'Onofrio
- Chiesa Madonna delle Rose

### Architetture civili
- Palazzo Baronale

## Società

### Evoluzione demografica
Abitanti censiti

### Tradizioni e folclore
- 17 gennaio: Sant'Antonio abate, benedizione degli animali.
- Venerdì Santo: Tradizionale processione del Cristo Morto e focaracci.
- Ultima domenica di maggio: pellegrinaggio all'Eremo di Sant'Erasmo.
- dal 1º giugno e per una settimana,  festeggiamenti in onore del Santo Patrono Erasmo.
- Prima domenica di settembre e per una settimana, festeggiamenti in onore di sant'Antonio da Padova, compatrono di Roccagorga.

## Cultura

### Istruzione

#### Musei
- EtnoMuseo dei Monti Lepini
- Museo Civico Assi dell'Aeronautica sito in via Domenico Menta per info e prenotazioni visite si prega di contattare il Direttore al nr. 3899612662

### Eventi
- 1º giovedì di settembre: Fiera di Roccagorga

## Economia
Di seguito la tabella storica elaborata dall'Istat a tema Unità locali, intesa come numero di imprese attive, ed addetti, intesi come numero addetti delle unità locali delle imprese attive (valori medi annui).
|            | 2015                  |                              |                            |                |                       |                     | 2014                  |                | 2013                  |                |
| ---------- | --------------------- | ---------------------------- | -------------------------- | -------------- | --------------------- | ------------------- | --------------------- | -------------- | --------------------- | -------------- |
|            | Numero imprese attive | % Provinciale Imprese attive | % Regionale Imprese attive | Numero addetti | % Provinciale Addetti | % Regionale Addetti | Numero imprese attive | Numero addetti | Numero imprese attive | Numero addetti |
| Roccagorga | 183                   | 0,47%                        | 0,04%                      | 337            | 0,28%                 | 0,02%               | 193                   | 361            | 206                   | 390            |
| Latina     | 39.304                |                              | 8,43%                      | 122.198        |                       | 7,75%               | 39.446                | 120.897        | 39.915                | 123.310        |
| Lazio      | 455.591               |                              |                            | 1.539.359      |                       |                     | 457.686               | 1.510.459      | 464.094               | 1.525.471      |

Nel 2015 le 183 imprese operanti nel territorio comunale, che rappresentavano lo 0,47% del totale provinciale (39.304 imprese attive), hanno occupato 337 addetti, lo 0,28% del dato provinciale (122.198 addetti); in media, ogni impresa nel 2015 ha occupato poco meno di due persone (1,84).

### Artigianato
Tra le attività economiche più tradizionali, diffuse e rinomate vi sono quelle artigianali, come la lavorazione del rame finalizzata a scopi artistici.

## Amministrazione
Nel 1934 passa dalla provincia di Roma, alla nuova provincia di Littoria, costituita dal governo fascista dell'epoca.
| Periodo          | Periodo          | Primo cittadino    | Partito       | Carica      | Note |
| ---------------- | ---------------- | ------------------ | ------------- | ----------- | ---- |
| 21 giugno 1985   | 7 giugno 1990    | Giuseppe Aiello    | PCI           | Sindaco     |      |
| 7 giugno 1990    | 23 aprile 1995   | Sabino Vona        | PCI           | Sindaco     |      |
| 23 aprile 1995   | 13 giugno 1999   | Angela Coia        | PDS           | Sindaco     |      |
| 13 giugno 1999   | 12 giugno 2004   | Loreto Bevilacqua  | PPI           | Sindaco     |      |
| 12 giugno 2004   | 8 giugno 2009    | Loreto Bevilacqua  | lista civica  | Sindaco     |      |
| 8 giugno 2009    | 26 maggio 2014   | Carla Amici        | PD            | Sindaco     |      |
| 26 maggio 2014   | 27 maggio 2019   | Carla Amici        | PD            | Sindaco     |      |
| 27 maggio 2019   | 4 giugno 2022    | Annunziata Piccaro | centro-destra | Sindaco     |      |
| 4 giugno 2022    | 29 dicembre 2022 | Domenico Talani    | -             | Comm. pref. |      |
| 29 dicembre 2022 | 10 febbraio 2023 | Annunziata Piccaro | centro-destra | Sindaco     |      |
| 10 febbraio 2023 | 15 maggio 2023   | Domenico Talani    | -             | Comm. pref. |      |
| 15 maggio 2023   | in carica        | Carla Amici        | lista civica  | Sindaco     |      |

### Altre informazioni amministrative
- Fa parte della Comunità Montana dei Monti Lepini.